# Yolanda García Serrano
Yolanda García Serrano (Madrid, 1958) es una guionista, directora y escritora española, ganadora entre otros de un premio Goya al mejor guion por la película Todos los hombres sois iguales (1994).

## Trayectoria
García estudió Relaciones Públicas y trabajó durante algunos años como secretaria a la vez que iniciaba sus estudios de arte dramático. Empezó enseguida a participar en un grupo de teatro y a escribir pequeñas obras, primero para el público infantil y luego para adultos. Estudió escritura dramática con los escritores Fermín Cabal, Jose Luis Alonso de Santos y Jesús Campos y más tarde estudió narrativa audiovisual y cinematográfica, además de dirección de cine. A partir de ese momento, compaginó la escritura para el cine, la televisión y el teatro.
En 1986, y dentro de un taller de dramaturgia del Centro Nacional de Nuevas Tendencias, su obra La llamada es del todo inadecuada fue seleccionada junto a otras dos para ser representada en el Círculo de Bellas Artes de Madrid. Se trataba de un proyecto totalmente novedoso en la dramaturgia española con una obra enmarcada en el teatro del absurdo. Se inició en el guion cinematográfico con Joaquín Oristrell, Lola Salvador y Manolo Matji, pero a pesar de haber pasado por escuelas especializadas con guionistas estadounidenses e hispanos, García confiesa que aprendió el oficio escribiendo, leyendo, yendo mucho al cine «y tirando muchos guiones al cesto». Más tarde, ella también pasó a enseñar en la Escuela de Cinematografía y del Audiovisual de la Comunidad de Madrid.
En 1988, inició su carrera como guionista profesional con trabajos para el cine, programas y series de televisión donde continúa. Desde el principio formó equipo trabajando en colaboración con Manuel Gómez Pereira, Juan Luis Iborra y Joaquín Oristrell. En 1994 y en colaboración con ellos ganó el premio Goya al mejor guion por Todos los hombres sois iguales. Entre las series en las que ha participado destacan Farmacia de guardia (1991-1995), Abuela de verano (2005), Clara Campoamor y Fugitiva (2018). Y en cine, ¿Por qué lo llaman amor cuando quieren decir sexo? (1993), El amor perjudica seriamente la salud (1997), Reinas (2005) y Dieta mediterránea (2008).
En 1997, dirigió y escribió junto a Juan Luis Iborra el guion de Amor de hombre, que luego convirtió en novela. El film ganó el l Premio a la mejor película del L.A. Gay & Lesbian Film Festival. Tras diez años apartada de la escena, volvió en 1998 con una comedia sobre el matrimonio, escrita expresamente para tres actrices, Carmen Balagué, Elisa Matilla y Rosario Santesmases, titulada Qué asco de amor. Recibió el Premio Hogar Sur de Teatro de Comedias que organiza la Fundación Pedro Muñoz Seca. Con Dónde pongo la cabeza, estrenada en 2006, ganó el premio Chivas Telón.
En 2000, de nuevo junto Juan Luis Iborra, dirigió y escribió Km. 0, premio a la mejor película del Festival de Turín. Dos años más tarde, estrenó su primera película en solitario, una comedia familiar, Hasta aquí hemos llegado (2002). Su obra teatral estrenada en Nueva York en 2010, Ser o no ser Cervantes, consiguió tres premios HOLA (Hispanic Organization of Latin Actors). En 2011 fue la primera mujer española que estrenó y dirigió su obra en Nueva York: Good sex. Good day. Lo que ellos ignoran de ellas. Junto a Juan Carlos Rubio recibió el premio Lope de Vega 2013 por una obra todavía no estrenada: Shakespeare nunca estuvo aquí. En 2013, se le encargó la dirección artística de la gala de los premios Max, presentados ese año por el actor Alex O´Dogherty.
Siempre se ha movido en el terreno de la comedia, que era para ella una forma de enfrentarse y superar la realidad más dramática, hasta que en 2016 estrenó su primer drama, ¡Corre!, en colaboración con Joaquín Oristrell,  basada en su propia experiencia, según explicó en la entrevista realizada por Pepa Fernández en el programa No es un día cualquiera de Radio Nacional de España en octubre de 2017.
En 2017 quedó finalista, en duelo con Ignacio del Moral, en el I Torneo de Dramaturgia del Teatro Español con su obra Parapeto. Ignacio del Moral ganó finalmente el certamen. También ha hecho incursión en el microteatro con la obra La novia de nuestro hijo no es nuestra hija.
En otoño de 2020, se incorporó, junto a Laura León, a Cuéntame como guionista de la 21.ª serie.
En algunas de sus obras cinematográficas interviene como protagonista o actriz de reparto su hija Cora Tiedra, que también ha intervenido en algunas series de televisión.

## Premios y reconocimientos
Premios Goya
| Año        | Categoría            | Película                       | Resultado |
| ---------- | -------------------- | ------------------------------ | --------- |
| IX edición | Mejor guion original | Todos los hombres sois iguales | Ganadora  |

Medallas del Círculo de Escritores Cinematográficos
| Año  | Categoría            | Película                       | Resultado |
| ---- | -------------------- | ------------------------------ | --------- |
| 1994 | Mejor guion original | Todos los hombres sois iguales | Ganador   |

- En 2018 recibió Premio Nacional de Literatura Dramática por Corre.[19]

- En 2017 quedó finalista en el I Torneo de Dramaturgia del Teatro Español con su obra Parapeto.

- En 2013 recibió el premio Lope de Vega 2013 por 'Shakespeare nunca estuvo aquí

- El premio Chivas Telón por «Dónde pongo la cabeza»

- En 2010 recibió tres HOLA (Hispanic Organization of Latin Actors) por «Ser o no Cervantes».

- En 1998 recibió el 'Premio Hogar sur de comedias' por su texto 'Qué asco de amor

## Obra

### Cine
- 1991. Salsa rosa
- 1994. Todos los hombres sois iguales
- 1997. Amor de hombre
- 2000. Km. 0
- 2002. Hasta aquí hemos llegado

### Televisión
- Farmacia de Guardia
- Abuela de verano
- 2018. Fugitiva.
- Cuéntame (21.ª temporada)

### Libros
- 1993. Línea caliente.
- 1997. Amor de hombre, novela basada en el guion cinematográfico de la autora en colaboración con Juan Luis Iborra.
- 2000. Siempre me enamoro del hombre equivocado.
- 2001. De qué va eso del amor, en coautoría con Verónica Fernández Rodríguez. Primer premio Destino-Guion.
- 2004. Mujer casada busca gente que la lleve al cine.
- 2007. Descalza por la vida, en coautoría con Verónica Fernández Rodríguez.

### Teatro
- 1998. Qué asco de amor.
- 2007. Dónde pongo la cabeza.
- 2013. Shakespeare nunca estuvo aquí, en coautoría con Juan Carlos Rubio. Premio Lope de Vega.[20]
- 2016. ¡Corre!, en colaboración con Joaquín Oristrell.[12]
- 2019. Halma. [21]
- 2021. Música para Hitler, en coautoría con Juan Carlos Rubio.[22] (traducida al catalán en 2023).
- 2024: El mueble, en coautoría con Juan Carlos Rubio.[23] .